# Vilbrun Guillaume Sam
Jean Vilbrun Guillaume Sam (4 de marzo de 1859 - 28 de julio de 1915) fue un político y militar haitiano, presidente de Haití del 4 de marzo al 27 de julio de 1915. Fue primo de Tirésias Simon Sam, presidente de Haití desde 1896 hasta 1902.

## Biografía
Sam era el comandante de la División del Norte de Haití cuando dirigió la revuelta que llevó al poder al presidente Cincinnatus Leconte. Más tarde encabezó la revuelta que derrocó al presidente Oreste Zamor. Sam fue proclamado presidente cuando su antecesor, Joseph Davilmar Théodore, fue obligado a renunciar el 25 de febrero de 1915, cuando no pudo pagar a los milicianos que lo habían ayudado a derrocar a Zamor.
Como el quinto presidente en cinco años turbulentos, Sam se vio obligado a lidiar con una revuelta contra su propio régimen, dirigido por el Dr. Rosalvo Bobo, que se oponía a los lazos comerciales y estratégicos expandidos del gobierno con los Estados Unidos. Temiendo que compartiría el mismo destino que sus predecesores, Sam actuó con dureza contra sus oponentes políticos, en particular la población mulata, más educada y más rica. La culminación de sus medidas represivas se produjo el 27 de julio de 1915, cuando ordenó la ejecución de 167 presos políticos, incluido el expresidente Zamor, que estaba detenido en una prisión de Puerto Príncipe. Esto enfureció a la población, que se levantó contra el gobierno de Sam tan pronto como les llegó la noticia de las ejecuciones.
Sam huyó a la embajada de Francia, donde recibió asilo. Los líderes mulatos de los rebeldes irrumpieron en la embajada y encontraron a Sam. Lo arrastraron y lo golpearon, luego arrojaron su cuerpo inerte sobre la verja de hierro de la embajada a la población que aguardaba, quien luego hizo pedazos su cuerpo y exhibió las piezas a través de los barrios de la capital. Durante las siguientes dos semanas, el país estuvo en caos.
La noticia del asesinato pronto llegó a los barcos de la Armada de los Estados Unidos anclados en el puerto de la ciudad. El presidente Woodrow Wilson, que desconfiaba del giro de los acontecimientos en Haití, y especialmente la posibilidad de que Bobo tomara el poder, ordenó a las tropas estadounidenses que se apoderaran de la capital, alegando que los disturbios podrían precipitar una invasión del Imperio alemán al país. Aterrizaron al día siguiente, el 28 de julio, y continuaron ocupando el país durante diecinueve años (véase Ocupación estadounidense de Haití), hasta agosto de 1934.